# Società Sportiva Barletta 1973-1974
Questa pagina raccoglie le informazioni riguardanti la Società Sportiva Barletta nelle competizioni ufficiali della stagione 1973-1974.

## Rosa
| N. |                   | Ruolo | Calciatore            |
| -- | ----------------- | ----- | --------------------- |
|    | Italia (bandiera) | A     | Michele Abbruzzese    |
|    | Italia (bandiera) | C     | Filippo Amici         |
|    | Italia (bandiera) | P     | Biagio Birtolo        |
|    | Italia (bandiera) | D     | Adriano Bontà         |
|    | Italia (bandiera) | C     | Ruggero Cannito       |
|    | Italia (bandiera) | C     | Enrico Capoferri      |
|    | Italia (bandiera) | C     | Paolo Cariati         |
|    | Italia (bandiera) | A     | Gennaro Cavallino     |
|    | Italia (bandiera) | D     | Dante Croce           |
|    | Italia (bandiera) | A     | Francesco De Palo     |
|    | Italia (bandiera) | D     | Emanuele Di Benedetto |

| N. |                   | Ruolo | Calciatore          |
| -- | ----------------- | ----- | ------------------- |
|    | Italia (bandiera) | D     | Rosario Facciorusso |
|    | Italia (bandiera) | C     | Vito Iosche         |
|    | Italia (bandiera) | A     | Luigi Lobascio      |
|    | Italia (bandiera) |       | Luongo              |
|    | Italia (bandiera) | D     | Angelo Milillo      |
|    | Italia (bandiera) | P     | Ferdinando Miniussi |
|    | Italia (bandiera) | C     | Pasquale Nappo      |
|    | Italia (bandiera) |       | Natalini            |
|    | Italia (bandiera) |       | Pinton              |
|    | Italia (bandiera) | A     | Antonio Rossi       |